# Praia do Gravatá (Florianópolis)

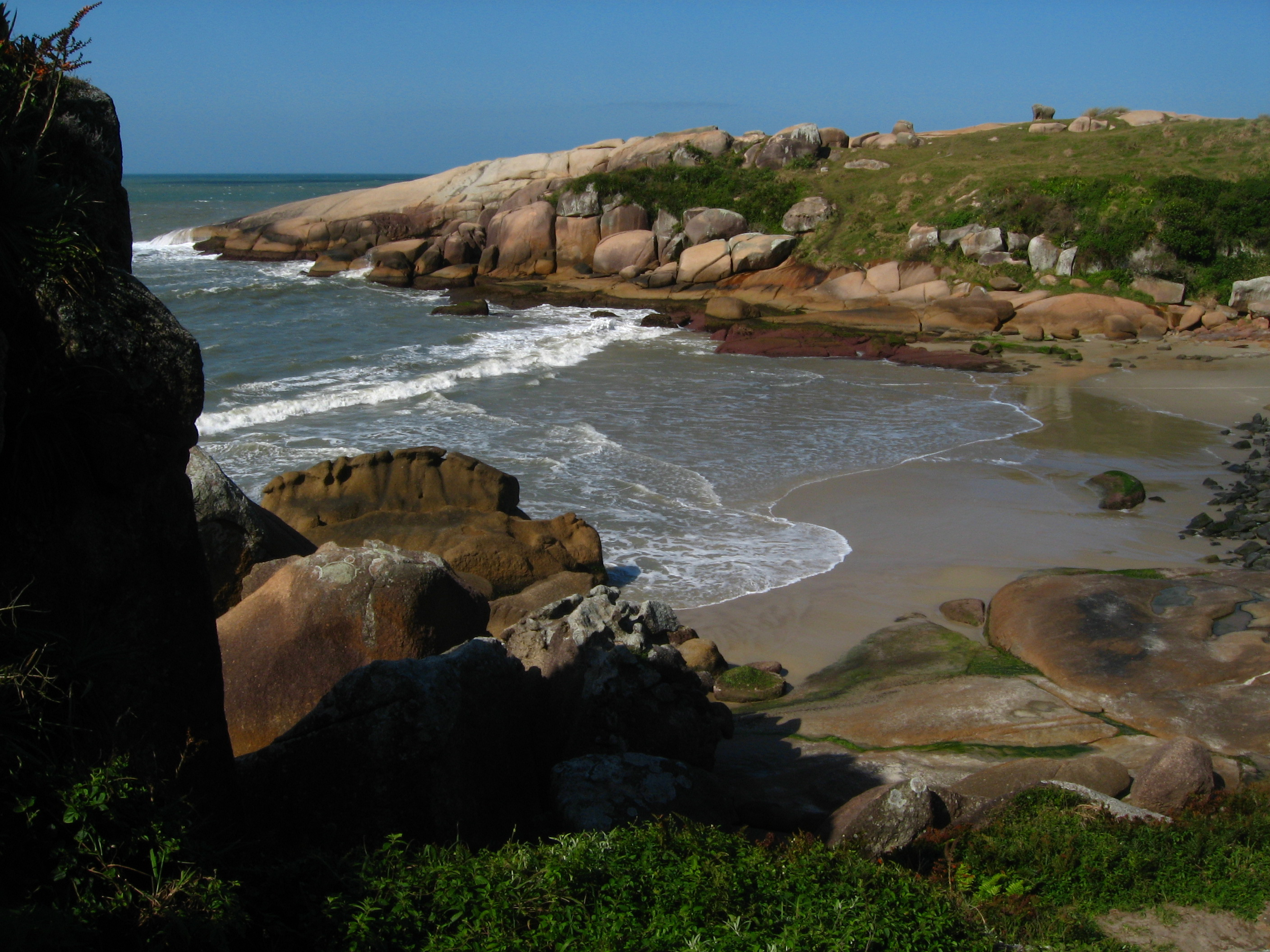
Praia do Gravatá.

Praia do Gravatá est une petite plage de la municipalité de Florianópolis, au Brésil. Elle se situe à l'est de l'île de Santa Catarina, à 15 km du centre ville, dans le district de Lagoa da Conceição. 
Elle se trouve entre les plages de Joaquina et Praia Mole, au sud d'une pointe rocheuse homonyme. D'accès difficile, tant à pied que par la mer, elle est peu fréquentée.
Tel que publié dans le journal Diário Catarinense en juin 2008, la colline de Gravatá, où est la plage, menace de devenir une gigantesque entreprise  d'immobilier et de tourisme. Le 20 mai 2008 une proposition visant à transformer la région en Área de Preservação Permanente (Zone de Conservation Permanente) empêchant ainsi la construction sur le site.